# トロールズ: シング・ダンス・ハグ!
『トロールズ:シング・ダンス・ハグ!』（原題: Trolls: The Beat Goes On!）は、2018年のアメリカ合衆国の3Dコンピュータアニメーション・コメディ・ミュージカル・ストリーミングテレビアニメーションシリーズ。ドリームワークス・アニメーション製作。2016年に公開された映画『トロールズ』を原作としている。
アメリカ合衆国を含む複数の国と地域のNetflixにて初回配信が行われ、2019年11月にはシーズン8が配信された。日本では2018年10月3日から2019年10月2日までテレビ東京系列で放送された。

## キャスト

### メインキャラクター
- ポピー: アマンダ・レイトン（英語版）（清水理沙[3]） - 天真爛漫なトロールの女王。楽天家で無鉄砲なところがあるが、ひとたび会ったもの魅了する才能の持ち主。
- ブランチ: スカイラー・アスティン（英語版）（KENN） - 気難しく、用心深いが心優しい性格のトロール。ポピーの親友。自作のリモコンに「ゲイリー」と名付け、息子同然に可愛がっている。鳥が嫌い。
- ビギー: デイビット・フィン（英語版）（かぬか光明） - 大きい体に優しい心を持つトロール。涙もろい。
- Mr.ディンクルス: デイビット・フィン（増元拓也） - ビギーのペット。普段は「ミッ」としか言わないが、イメージ内では渋い声でビギーに喋りかける。
- DJ スキ: フライダ・ウォルフ（英語版）（西川舞） - トロール村でビートを奏でるトロール。陽気でポジティブな性格。昆虫でできたDJ機材を使う。
- サテン&シェニール: フライダ・ウォルフ（堀井千砂） - ファッションの知識に長ける双子のトロールで、2人は髪で繋がっている。サテンは楽天家でおしゃべり、シェニールは穏やかで分別がある性格。
- クーパー: ロン・ファンチズ（英語版）（濱野大輝） - キリンのように長い首と4本足を持つ、風変わりなトロール。お尻からカップケーキを出す。
- ガイ・ダイアモンド: シーン・T・クリシュナン（佐藤せつじ） - オートチューニングされた声を持つトロール。全身シルバーのグリッターをまとう目立ちたがり屋。
- スミッジ: ケビン・マイケル・リチャードソン（中務貴幸） - 小さい体だが怪力の持ち主のトロール。ポピーをとても慕っている。見た目によらず低い声を持つ。

### サポートキャラクター
- ペピー: デヴィッド・ケックナー（楠見尚己） - トロールの先代王でポピーの父親。
- グリスル: サム・ラーナー（英語版）（西谷修一） - ベルゲンの若き王。
- ブリジット: カリ・ウォールグレン（まつだ志緒理） - グリッスルJr.のガールフレンドで心優しいベルゲン。ポピーの親友。
- ハーパー: カリ・ウォールグレン - 芸術性に長ける陽気なトロール。絵を描くのを得意とする。
- クリーク: マット・ロウ（古川慎） - ポジティブな性格と優れた知恵を持つトロールで、ブランチの裏切り者のライバル。
- スカイ・トロント: ゲイリー・コール（中谷一博） - パーティー・ショップの敏腕経営者のトロール。
- キース: デクラン・チャーチル・カーター（西川舞） - 若きトロール。
- プリシラ: アビー・ライダー・フォートソン（堀井千砂） - 若きトロール。
- CJスキ: カイラ・カーター（井上ほの花） - DJスキの幼い姪。
- ファズバート: ウォルト・ドーン（英語版）（西谷修一） - 髪のほかに足しか見えないトロール。
- クラウド・ガイ: ウォルト・ドーン（武内駿輔） - 擬人化された雲で、ブランチをしばしばからかう。
- ノヴァ・スウィフト: セインティ・ネルセン（行成とあ） - トレンドセッターでファッショニスタのトロール。
- ミルトン・モス: ジョナ・プラット - 優しい生き物の飼育係で獣医のトロール。
- ムーンブルーム: フライダ・ウォルフ（英語版）（まつだ志緒理） - ドラマチックなことを言う癖のあるトロール村の医者。
- ジア・グルーヴ: フライダ・ウォルフ - デイケアセンターを経営する優しい性格のトロール。
- タグ・ダルース: アレクサ・カーン - ツアーガイドのトロール。
- クラウス・フォン・フロスティング: ケビン・マイケル・リチャードソン - フロスティングを塗るトロール。
- グロス: ケビン・マイケル・リチャードソン（増元拓也） - ベルゲンの上流階級で、高い基準を持つ。
- チャド&トッド: ケビン・マイケル・リチャードソン（相楽信頼） - ロイヤル・ベルゲン家の衛兵たち。
- ナンガス: パトリック・ピニー（英語版） - 地下牢を管理するベルゲン。
- アーチャー・ペイストリー: アーニー・パントジャ（英語版）（相楽信頼） - かつて "パーティー・クラッシャーズ "と呼ばれたグループの一員であり、ポピーとトロールたちの新しい友人。
- シビル: レイチェル・ブルーム（英語版） - 占い師のトロール。

## 日本語版スタッフ
- 翻訳 - 伊藤里香
- 次回予告 - 安藤稔
- 劇中歌作詞 - 村田晋治
- 音楽演出 - 亀川浩未、村田晋治
- 音響監督 - 早川陽一
- コーラス歌唱 - 河野暁子、浦島健太

## 製作

### サウンドトラック
| 全作曲: ダ・フォンセカ、ヤーガー。 |                                 |                                                        |                                                                        |       |
| #                                  | タイトル                        | 作詞・作曲                                             | アーティスト                                                           | 時間  |
| 1.                                 | 「Hair In The Air」             | ジーニー・ルーリー、ミア・ミニチェロ、マティアス・モラ | ケンズ・ホール、スカイラー・アスティン、アンサンブル                   | 2:16  |
| 2.                                 | 「Happily Ever After」          |                                                        | アレック・リード、アスティン、アンサンブル                             | 2:34  |
| 3.                                 | 「One and Only Love」           |                                                        | カリ・ワールグレン、サム・ラーナー                                     | 2:22  |
| 4.                                 | 「Sunshine All the Time」       |                                                        | フライダ・ウォルフ                                                     | 2:35  |
| 5.                                 | 「Best Day Ever」               |                                                        | リード                                                                 | 2:32  |
| 6.                                 | 「Party On」                    |                                                        | ケビン・マイケル・リチャードソン                                       | 2:20  |
| 7.                                 | 「Forgive Me (Show Version)」   |                                                        | アスティン                                                             | 2:24  |
| 8.                                 | 「Move Ya Body」                |                                                        | ウォルト・ドールン                                                     | 2:42  |
| 9.                                 | 「The Other Side of the Storm」 |                                                        | リード、アスティン                                                     | 2:58  |
| 10.                                | 「Happy Prank Day」             |                                                        | リード、アンサンブル・キャスト                                         | 2:18  |
| 11.                                | 「Rap Battle Suite」            |                                                        | リード、リチャードソン、ウトカーシュ・アンブドカル、デイビッド・フィン | 2:15  |
| 12.                                | 「Dance It Out」                |                                                        | リード                                                                 | 2:49  |
| 13.                                | 「The Winners」                 |                                                        | リード                                                                 | 2:22  |
| 14.                                | 「Forgive Me (Remix)」          |                                                        | アスティン                                                             | 2:22  |
| 合計時間:                          | 合計時間:                       | 合計時間:                                              | 合計時間:                                                              | 34:49 |

### 主題歌
オープニングテーマ「Hair up 空へ！」
歌 - つばきファクトリー
原題「Hair in the air」
エンディングテーマ「もうサイコー!」
歌 - つばきファクトリー
原題「Best Day Ever」※本国版では劇中曲として収録。日本語版ではエンディング曲として使用。

## 各話リスト
| 話数   | サブタイトル （英題）                                        | 脚本                                                                      | 監督                                                                   | 絵コンテ | 放送日 （米）  | 放送日 （日）  |
| ------ | ------------------------------------------------------------ | ------------------------------------------------------------------------- | ---------------------------------------------------------------------- | --- | -------------- | -------------- |
| 第1話  | ベルゲンとの付き合い方 （A New Bergen-ing）                  | マシュー・ビーンズ ハンナ・フライドマン（原作）                           | アラン・ジェイゴブセン スペンサー・ロウディエロ ジム・モーテンセン     | マルセロ・デ・ソウザ ナズ・ゴドラティ・アザディ ローリン・リ ハウウィ・ベリー スタン・ルイズ サング・イーウン・ソング | 2018年 1月19日 | 2018年 10月3日 |
| 第1話  | クラウド・ガイの企み （Laugh Out Cloud）                     | マット・アクレス                                                          | アレックス・オルマクアー ハウウィ・ベリー                              | ノエル・ベルクナップ                                                                                                  | 2018年 1月19日 | 2018年 10月3日 |
| 第2話  | 2つのパーティー （Two-Party System）                         | マット・アクレス                                                          | スペンサー・ロウディエロ ジム・モーテンセン                            | デニス・メスナー スタン・ルイズ サング・イーウン・ソング                                                              | 2018年 1月19日 | 10月10日       |
| 第2話  | 楽しいブランチ （Fun Branch）                                | ネイト・フェダーマン                                                      | アレックス・オルマグアー                                               | サング・イーウン・ソング                                                                                              | 2018年 1月19日 | 10月10日       |
| 第3話  | 王家の成績表 （Royal Review）                                | ケイトリン・メアーズ                                                      | ナズ・ゴドラティ・アザディ                                             | ケヴィン・フランク | 2018年 1月19日 | 10月17日       |
| 第3話  | 楽しい罰 （Funishment）                                      | エレイン・キャロル                                                        | スペンサー・ロウディエロ ジム・モーテンセン                            | オノ・デ・ジョング マルセロ・デ・ソウザ イアン・フリードマン ハウウィ・ベリー                                         | 2018年 1月19日 | 10月17日       |
| 第4話  | 友情のハイタッチ （Bad News Bergens）                        | マリッサ・バーリン                                                        | ナズ・ゴドラティ・アザディ                                             | ローリン・リー | 2018年 1月19日 | 10月24日       |
| 第4話  | ジュース戦争 （Unhealthy Competitio）                        | マリッサ・バーリン                                                        | アレックス・オルマグアー                                               | ノエル・ベルクナック                                                                                                  | 2018年 1月19日 | 10月24日       |
| 第5話  | クラウド・ガイとハグの日 （Cloudy with a Chance of Hugs）    | ジョン・ダルコ                                                            | ジム・モーテンセン                                                     | マルセロ・デ・ソウザ                                                                                                  | 2018年 1月19日 | 10月31日       |
| 第5話  | クリーク・ウィーク （Creek Week）                            | ジュリア・ミランダ                                                        | ブライアン・バットフィールド スペンサー・ロウディエロ                  | スタン・ルイズ ポートリン・タガヴィ                                                                                   | 2018年 1月19日 | 10月31日       |
| 第6話  | あげる人 （The Giver）                                       | ジョン・ダルコ                                                            | ナズ・ゴドラティ・アザディ ブライアン・ニュートン                      | ローリン・リー | 2018年 1月19日 | 11月7日        |
| 第6話  | うなり虫の歌 （Bellow Bug Day）                              | ネイト・フェダーマン                                                      | アレックス・オルマグアー                                               | ノエル・ベルクナック                                                                                                  | 2018年 1月19日 | 11月7日        |
| 第7話  | イタズラの日 （Prank Day）                                   | ジョン・ダルコ ネイト・フェダーマン アレックス・リード                    | アレックス・オルマグアー                                               | ノエル・ベルクナック ヤロン・ファーカシュ ポートリン・タガヴィ                                                        | 3月9日         | 11月14日       |
| 第7話  | ディンクルス・シッター （Adventures in Dinkles-Sitting）     | キャム・ベイティ                                                          | ナズ・ゴドラティ・アザディ                                             | ローリン・リー | 3月9日         | 11月14日       |
| 第8話  | アイの見守り （Eye'll Be Watching You）                      | ハンナ・フライドマン サム・フライドマン                                   | マシュー・ビーンズ                                                     | アレックス・オルマグアー                                                                                              | 3月9日         | 11月21日       |
| 第8話  | ごめんね(笑) （Sorry Not Sorry）                             | マリッサ・バーリン                                                        | ナズ・ゴドラティ・アザディ                                             | ケヴィン・フランク | 3月9日         | 11月21日       |
| 第9話  | ラップ・バトル （Big Poppy）                                 | マシュー・ビーンズ                                                        | アレックス・オルマグアー                                               | エイミー・マイ | 3月9日         | 11月28日       |
| 第9話  | お隣さん戦争 （Neighbor War）                                | アレックス・リード                                                        | ブライアン・ハットフィールド                                           | ファビアン・トン ポートリン・タガヴィ                                                                                 | 3月9日         | 11月28日       |
| 第10話 | ノーリモコン ノーライフ （Remote Out of Control）            | ネイト・フェダーマン アレックス・リード                                   | ブライアン・バットフィールド ゼサン・カン                              | マルセロ・デ・ソウザ ポートリン・タガヴィ                                                                             | 3月9日         | 12月5日        |
| 第10話 | 動物たちの生態系 （Critter Comfort）                         | マシュー・ビーンズ ネイト・フェダーマン                                   | ナズ・ゴドラティ・アザディ                                             | ケヴィン・フランク パット・パクラ                                                                                     | 3月9日         | 12月5日        |
| 第11話 | ハッピー・ホラー・ショー （The Poppy Horror Picture Show）   | ジュリア・ミランダ                                                        | ナズ・ゴドラティ・アザディ ブライアン・バットフィールド                | ケヴィン・フランク | 3月9日         | 12月12日       |
| 第11話 | ディンクルスはスーパースター （Dinkles Dinkles Little Star） | マット・アクレス                                                          | ブライアン・バットフィールド スペンサー・ロウディエロ グレッグ・ミラー | マルセロ・デ・ソウザ                                                                                                  | 3月9日         | 12月12日       |
| 第12話 | パーティー大会 （The Party Games）                           | ジョン・ダルコ アレックス・リード                                         | ナズ・ゴドラティ・アザディ                                             | ローリン・リー | 3月9日         | 12月19日       |
| 第12話 | お話対決 （Trolly Tales）                                    | ネイト・フェダーマン アレックス・リード                                   | アレックス・オルマグアー                                               | エイミー・マイ | 3月9日         | 12月19日       |
| 第13話 | 目指せスーパーモデル （Model Behavior）                      | ジョン・ダルコ                                                            | アレックス・オルマグアー                                               | ヤロン・ファーカシュ                                                                                                  | 3月9日         | 12月26日       |
| 第13話 | まくら戦争 （Pillow War）                                    | ネイト・フェダーマン                                                      | ジム・モーテンセン                                                     | パット・パクラ ファビアン・トン                                                                                       | 3月9日         | 12月26日       |
| 第14話 | スパイを探せ! （The Imposter）                               | ジョン・ダルコ マシュー・ビーンズ ネイト・フェダーマン ジュリア・ミランダ | ゼサン・カン ジム・モーテンセン アレックス・オルマグアー               | マルセロ・デ・ソウザ レクシー・ノート エイミーマイ                                                                    | 8月24日        | 2019年 1月9日  |
| 第15話 | ヘアー拳法 （Hair-Jitsu）                                    | ジョン・ダルコ                                                            | アレックス・オルマグアー                                               | エイミーマイ | 8月24日        | 1月16日        |
| 第15話 | 恋に落ちたらまじヤバイ （Crushin' It）                       | リンジー・カーンズ                                                        | ナズ・ゴドラティ・アザディ                                             | ケヴィン・フランク ポートリン・タガヴィ                                                                               | 8月24日        | 1月16日        |
| 第16話 | お父様にごあいさつ （Meet the Peppy）                        | リンジー・カーンズ                                                        | ゼサン・カン                                                           | ファビアン・トン | 8月24日        | 1月23日        |
| 第16話 | 短期集中パーティー講座 （Party Crash Course）                | ジュリア・ヨークス                                                        | ゼサン・カン                                                           | マルセロ・デ・ソウザ                                                                                                  | 8月24日        | 1月23日        |
| 第17話 | お話対決2 （Trolly Tales 2）                                 | リンジー・カーンズ                                                        | ナズ・ゴドラティ・アザディ                                             | ローリン・リー | 8月24日        | 1月30日        |
| 第17話 | クラウド・ラブ♡ （Rainbowmageddon）                          | ミッチ・ワトソン（原作） ネイト・フェダーマン リンジー・カーンズ          | ゼサン・カン                                                           | ヤロン・ファーカシュ                                                                                                  | 8月24日        | 1月30日        |
| 第18話 | クーパー・スタイル （Coop, Where's My Guy?）                 | ネイト・フェダーマン                                                      | ナズ・ゴドラティ・アザディ                                             | ローリン・リー | 8月24日        | 2月6日         |
| 第18話 | おばあちゃんのケーキ （Fluffleberry Quest）                  | アレックス・リード                                                        | ナズ・ゴドラティ・アザディ                                             | ポートリン・タガヴィ                                                                                                  | 8月24日        | 2月6日         |
| 第19話 | キラパロス （FOMO-OPUP）                                     | ジュリア・ヨークス                                                        | ナズ・ゴドラティ・アザディ                                             | ポートリン・タガヴィ                                                                                                  | 8月24日        | 2月13日        |
| 第19話 | 森で君に迷子 （Lost in the Woods）                           | ネイト・フェダーマン                                                      | ゼサン・カン                                                           | ファビアン・トン | 8月24日        | 2月13日        |
| 第20話 | パーティー・クラッシャー （Party Crashed）                   | マシュー・ビーンズ ネイト・フェダーマ                                     | ゼサン・カン アレックス・オルマグアー                                  | ファビアン・トン マルセロ・デ・ソウザ                                                                                 | 11月2日        | 2月20日        |
| 第21話 | ガイを止めるな （Weekend at Diamond's）                      | ゲイブ・テラヘイ                                                          | アレックス・オルマグアー                                               | エイミー・マイ | 11月2日        | 2月27日        |
| 第21話 | ブランチインドリーム （Branchception）                       | グラント・ジョシー                                                        | ナズ・ゴドラティ・アザディ                                             | パウヴィン・ツァイシュア ポートリン・タガヴィ                                                                         | 11月2日        | 2月27日        |
| 第22話 | やることリスト （The Bunker List）                           | ジョン・ダルコ                                                            | アレックス・オルマグアー                                               | エイミー・マイ | 11月2日        | 3月6日         |
| 第22話 | ノヴァのアシスタント （The Interns）                         | アレックス・リード                                                        | ベン・バリー ナズ・ゴドラティ・アザディ                                | ローリン・リー | 11月2日        | 3月6日         |
| 第23話 | トロール三銃士 （Three Troll-keteers）                       |                                                                           |                                                                        | | 11月2日        | 3月13日        |
| 第23話 | ヘルパー・スミッジ （The Helper）                            |                                                                           |                                                                        | | 11月2日        | 3月13日        |
| 第24話 | スミジシャン （Smidgician）                                  |                                                                           |                                                                        | | 11月2日        | 3月20日        |
| 第24話 | スターDJ誕生! （DJ's Got Talent）                            |                                                                           |                                                                        | | 11月2日        | 3月20日        |
| 第25話 | 伝説の19番ホール （Peril Patch）                             |                                                                           |                                                                        | | 11月2日        | 3月27日        |
| 第25話 | ケンカしまい （Sibling Quibbling）                           |                                                                           |                                                                        | | 11月2日        | 3月27日        |
| 第26話 | ミュージカル椅子取りゲーム （Musical Thrones）               |                                                                           |                                                                        | | 11月2日        | 4月3日         |
| 第26話 | ぶらぶらブランチ （Branch Bum）                              |                                                                           |                                                                        | | 11月2日        | 4月3日         |
| 第27話 | ワームホール （Wormhole）                                    |                                                                           |                                                                        | | 2019年 1月18日 | 4月10日        |
| 第27話 | ヘビーローテーション （Ear Worm）                            |                                                                           |                                                                        | | 2019年 1月18日 | 4月10日        |
| 第28話 | 退位しても、ずっと輝いて （Don't Worry Be Peppy）            |                                                                           |                                                                        | | 2019年 1月18日 | 4月17日        |
| 第28話 | クラウド・モンペ （Two's a Cloud）                           |                                                                           |                                                                        | | 2019年 1月18日 | 4月17日        |
| 第29話 | ベスト・キラリストロール賞 （Glitter Loss）                  |                                                                           |                                                                        | | 2019年 1月18日 | 4月24日        |
| 第29話 | 新アンセム （New Anthem）                                    |                                                                           |                                                                        | | 2019年 1月18日 | 4月24日        |
| 第30話 | 深くてくら～いラグーンの底 （Dark Side of the Lagoon）       |                                                                           |                                                                        | | 2019年 1月18日 | 5月1日         |
| 第30話 | ミスターキラキラケーキ （Mr. Glittercakes）                  |                                                                           |                                                                        | | 2019年 1月18日 | 5月1日         |
| 第31話 | 雪の日 （Snow Day）                                          |                                                                           |                                                                        | | 2019年 1月18日 | 5月8日         |
| 第31話 | ギャグのあるある言いたい （Guy Misses Out）                  |                                                                           |                                                                        | | 2019年 1月18日 | 5月8日         |
| 第32話 | スクラップブックの大予言 （Scrap to the Future）             |                                                                           |                                                                        | | 2019年 1月18日 | 5月15日        |
| 第32話 | 子とりそだて （Bringing Up Birdy）                           |                                                                           |                                                                        | | 2019年 1月18日 | 5月15日        |
| 第33話 | なーんもない日 （Blank Day）                                 |                                                                           |                                                                        | | 4月9日         | 5月22日        |
| 第33話 | 今夜はブラ☆クリ （Haircuffed）                               |                                                                           |                                                                        | | 4月9日         | 5月22日        |
| 第34話 | マシュジャガ☆フェアリー （Marshtato Fairy）                  |                                                                           |                                                                        | | 4月9日         | 5月29日        |
| 第34話 | ザ・ビギー （Do the Biggie）                                 |                                                                           |                                                                        | | 4月9日         | 5月29日        |
| 第35話 | スカイの音 （Hitting the Sky Note）                          |                                                                           |                                                                        | | 4月9日         | 6月5日         |
| 第35話 | ハグフェス （Hug Fest）                                      |                                                                           |                                                                        | | 4月9日         | 6月5日         |
| 第36話 | 名探偵スパークルストーン （Chummy Sparklestone）             |                                                                           |                                                                        | | 4月9日         | 6月12日        |
| 第36話 | ややウマが激ウマ （Giggleyum）                               |                                                                           |                                                                        | | 4月9日         | 6月12日        |
| 第37話 | グランピング （Glamping）                                    |                                                                           |                                                                        | | 4月9日         | 6月19日        |
| 第37話 | グループ・ギフト （A Flower for Poppy）                      |                                                                           |                                                                        | | 4月9日         | 6月19日        |
| 第38話 | 大型新パリピ （The Partier's Apprentice）                    |                                                                           |                                                                        | | 4月9日         | 8月21日        |
| 第38話 | モテモテ・スミッジ （Hair Ball）                             |                                                                           |                                                                        | | 4月9日         | 8月21日        |
| 第39話 | 氷鬼ハザード （Freeze Tag）                                  |                                                                           |                                                                        | | 8月27日        | 8月28日        |
| 第39話 | チャラビーの逆襲 （Whimsy Wasps）                            |                                                                           |                                                                        | | 8月27日        | 8月28日        |
| 第40話 | ワイルド・好キース （The Fast and the Friendliest）          |                                                                           |                                                                        | | 8月27日        | 9月4日         |
| 第40話 | ディンクルスのくしゃみ （Much Achoo About Nothing）          |                                                                           |                                                                        | | 8月27日        | 9月4日         |
| 第41話 | 超絶お泊りクラブ （Extreme Sleepover Club）                  |                                                                           |                                                                        | | 8月27日        | 9月11日        |
| 第41話 | ヴェガ・スウィフト （Vega Swift）                            |                                                                           |                                                                        | | 8月27日        | 9月11日        |
| 第42話 | 移動図書館 （Scrapbookmobile）                               |                                                                           |                                                                        | | 8月27日        | 9月18日        |
| 第42話 | トロールレンジャー （Troll Rangers）                         |                                                                           |                                                                        | | 8月27日        | 9月18日        |
| 第43話 | 医者ですが、何か? （Doc Doc, Who's There?）                  |                                                                           |                                                                        | | 8月27日        | 9月25日        |
| 第43話 | ボランティア・ドラフト会議 （Tour Guide of Duty）            |                                                                           |                                                                        | | 8月27日        | 9月25日        |
| 第44話 | トロールプレイングゲーム （Troll Playing Game）              |                                                                           |                                                                        | | 8月27日        | 10月2日        |
| 第44話 | フィンとセルフィー （Finn Cascade）                          |                                                                           |                                                                        | | 8月27日        | 10月2日        |
| 第45話 | 宝石の日 （Gem Day）                                         |                                                                           |                                                                        | | 8月27日        | 2020年 2月5日  |
| 第45話 | 不吉ブランチ （Bad Luck Branch）                             |                                                                           |                                                                        | | 8月27日        | 2020年 2月5日  |
| 第46話 | 砂の城 （Queen of the Castle）                               |                                                                           |                                                                        | | 11月22日       | 2020年 2月5日  |
| 第46話 | ゲロか罰か （Truth or Dare）                                 |                                                                           |                                                                        | | 11月22日       | 2020年 2月5日  |
| 第47話 | ダイヤモンド☆スカイ （Friend Matching）                      |                                                                           |                                                                        | | 11月22日       | 2020年 2月5日  |
| 第47話 | お話対決3 （Trolly Tales 3）                                 |                                                                           |                                                                        | | 11月22日       | 2020年 2月5日  |
| 第48話 | クラウド・ラブ♡2 （Apple of My Ire）                         |                                                                           |                                                                        | | 11月22日       | 2020年 2月5日  |
| 第48話 | ファンズギビング （Funsgiving）                              |                                                                           |                                                                        | | 11月22日       | 2020年 2月5日  |
| 第49話 | ド派手に盗め （Bunker Break-In）                             |                                                                           |                                                                        | | 11月22日       | 2020年 2月5日  |
| 第49話 | 珍獣キャッチャー・スミコ （To Catch a Critter）              |                                                                           |                                                                        | | 11月22日       | 2020年 2月5日  |
| 第50話 | ステレオ虫を手なずけろ （CJ's Wooferbug）                    |                                                                           |                                                                        | | 11月22日       | 2020年 2月5日  |
| 第50話 | あなたの本です （What Did I Miss?）                          |                                                                           |                                                                        | | 11月22日       | 2020年 2月5日  |
| 第51話 | それでも僕はやってません （Tall Tail）                       |                                                                           |                                                                        | | 11月22日       | 2020年 2月5日  |
| 第51話 | 未来トロール （BFFF）                                        |                                                                           |                                                                        | | 11月22日       | 2020年 2月5日  |
| 第52話 | YOUの名は? （Switcher-Ruby）                                 |                                                                           |                                                                        | | 11月22日       | 2020年 2月5日  |
| 第52話 | まだ決断できない男 （Bye Bye Bunker）                        |                                                                           |                                                                        | | 11月22日       | 2020年 2月5日  |

## 封切り

### 放送
同シリーズはNetflixで配信された。また、アメリカではユニバーサル・キッズ、イギリスではポップ、タイニー・ポップ、ポップ・マックス、オーストラリアではABCミー、カナダではファミリー、南アフリカではe.tv、日本ではテレビ東京、韓国ではトゥーニバースで放送された。
番組のメインテーマ「Hair in the Air」は、韓国ではRed Velvetのイェリ、NCTのジェノ、ジェミン、ロンジュンがボーカル務めた。日本では「Hair up 空へ!」として、つばきファクトリーがボーカルを務めた。

### ホームメディア
本作のシーズン1-4の全エピソードを収録したDVDが、2019年5月7日にユニバーサル・ピクチャーズ・ホームエンターテイメントより発売された。